# Lista de denumiri de brand pentru ibuprofen
Ibuprofen, un analgezic și un medicament antiinflamator nesteroidian (AINS), este vândut sub multe denumiri de brand în întreaga lume. Cele mai comune sunt Brufen (cea mai veche marcă înregistrată), Advil, Motrin și Nurofen.

## Listă de mărci
| Nume           | Forme disponibile                                    | Concentrații disponibile                                                                    | Țări |
| -------------- | ---------------------------------------------------- | ------------------------------------------------------------------------------------------- | --- |
| Act-3          |                                                      |                                                                                             | |
| Actiprofen     |                                                      |                                                                                             | Canada |
| Actron         |                                                      |                                                                                             | Argentina, Uruguay, Chile |
| Adagin         |                                                      |                                                                                             | România |
| Addaprin       |                                                      |                                                                                             | SUA |
| Adex           |                                                      |                                                                                             | Israel |
| Advifen        |                                                      |                                                                                             | Uganda, Afganistan, Irak |
| Advil          | Tablete, Capsule, Lichid, capsule lichide            | 100 mg, 200 mg                                                                              | Australia, Brazilia, Canada, Columbia, Franța, Grecia, Ungaria, Israel, Macedonia de Nord, Mexic, Olanda, Filipine, Africa de Sud, Coreea de Sud, Turcia, SUA, România |
| A-G Profen     |                                                      |                                                                                             | SUA |
| Aktren         |                                                      |                                                                                             | Austria, Germania |
| Alaxan         | Capsule                                              |                                                                                             | Filipine |
| Alges-X        |                                                      |                                                                                             | Elveția |
| Algifor        |                                                      |                                                                                             | Elveția |
| Algoflex       |                                                      |                                                                                             | Ungaria |
| Algofren       |                                                      |                                                                                             | Grecia |
| Alivium        |                                                      |                                                                                             | Brazilia |
| Arinac         |                                                      |                                                                                             | Pakistan |
| Arthrofen      | Tabletă                                              | 200 mg, 400 mg, 600 mg                                                                      | Marea Britanie |
| Artofen        |                                                      |                                                                                             | Israel |
| Betagesic      |                                                      |                                                                                             | Africa de Sud |
| Betaprofen     |                                                      |                                                                                             | Africa de Sud |
| Blokmax        |                                                      |                                                                                             | Macedonia de Nord, Croația, Serbia |
| Bonifen        |                                                      |                                                                                             | Macedonia de Nord, Slovenia |
| Brufen         | Tabletă, Comprimat, Sirop oral, Granule amestecabile | tabletă: 200 mg, 400 mg, 600 mg sirop oral: 100 mg/5 mL granule: 600 mg/plic                | Austria, Egipt, Grecia, India, Italia, Noua Zeelandă, Pakistan, Portugalia, Arabia Saudită, Serbia, Slovacia, Africa de Sud, Coreea de Sud, Marea Britanie, România |
| Brufen Retard  | Comprimate filmate cu eliberare prelungită           | 800 mg                                                                                      | Marea Britanie, Polonia, Norvegia |
| Bufen          |                                                      |                                                                                             | SUA |
| Bugesic        |                                                      |                                                                                             | Australia |
| Buplex         |                                                      |                                                                                             | Irlanda |
| Buprovil       |                                                      |                                                                                             | Brazilia |
| Burana         |                                                      |                                                                                             | Finlanda, Norvegia |
| Caldolor       |                                                      |                                                                                             | SUA |
| Calprofen      | Sirop oral                                           | 100 mg/5 mL                                                                                 | Regatul Unit |
| Cap-Profen     |                                                      |                                                                                             | SUA |
| Combiflam      |                                                      |                                                                                             | India |
| Dalsy          |                                                      |                                                                                             | Bosnia și Herțegovina, Brazilia, Croația, Spania |
| Dismenol       |                                                      |                                                                                             | Austria |
| Diverin        |                                                      |                                                                                             | Macedonia de Nord, Slovenia |
| Dolgit         |                                                      |                                                                                             | Austria, Cehia, Germania, Ungaria, Slovacia, Turcia |
| Dolofort       |                                                      |                                                                                             | Austria |
| Doloraz        |                                                      |                                                                                             | Iordania |
| Dolormin       |                                                      |                                                                                             | Germania |
| Dolo-Spedifen  |                                                      |                                                                                             | Elveția |
| Dorival        |                                                      |                                                                                             | |
| Easofen        |                                                      |                                                                                             | Irlanda |
| Ebufac         | Comprimat                                            | 200 mg, 400 mg, 600 mg                                                                      | Regatul Unit |
| EmuProfen      |                                                      |                                                                                             | SUA |
| Espidifen      |                                                      |                                                                                             | Spania |
| Eve            |                                                      |                                                                                             | Japonia |
| Faspic         | Comprimat                                            | 200 mg, 400 mg                                                                              | Filipine |
| Fenbid         | Gel topic                                            | 10%                                                                                         | China, Regatul Unit |
| Fenpaed        | Lichid oral                                          | 20 mg/mL                                                                                    | Regatul Unit, Noua Zeelandă |
| Feverfen       | Lichid oral                                          | 100 mg/5 mL                                                                                 | Regatul Unit |
| Finalflex      |                                                      |                                                                                             | Slovenia |
| Galprofen      |                                                      |                                                                                             | Regatul Unit |
| Gelofen        |                                                      |                                                                                             | Iran |
| Genpril        |                                                      |                                                                                             | SUA |
| Haltran        |                                                      |                                                                                             | SUA |
| Hedafen        | Comprimate                                           | 200 mg                                                                                      | Australia |
| Hedex          |                                                      |                                                                                             | Kenya, Uganda |
| Herron Blue    |                                                      |                                                                                             | Australia |
| I-Prin         |                                                      |                                                                                             | SUA |
| i-profen       |                                                      |                                                                                             | Noua Zeelandă |
| Ibalgin        |                                                      |                                                                                             | Republica Cehă, Slovacia, România |
| Ibrofen        |                                                      |                                                                                             | Thailanda |
| Ibu sau IBU    |                                                      |                                                                                             | Chile, SUA |
| IBUFEN         |                                                      |                                                                                             | Israel |
| Íbúfen         |                                                      |                                                                                             | Islanda |
| Ibugan         |                                                      |                                                                                             | Thailanda |
| Ibugel         | Gel topic                                            | 10%                                                                                         | Regatul Unit |
| Ibuflam        |                                                      |                                                                                             | Germania, Africa de Sud |
| Ibugesic       |                                                      |                                                                                             | Letonia |
| IbuHEXAL       |                                                      |                                                                                             | Germania |
| Ibuleve        | Gel topic                                            |                                                                                             | Israel, Regatul Unit |
| Ibum           |                                                      |                                                                                             | Polonia |
| Ibumax         |                                                      |                                                                                             | Finlanda, Africa de Sud |
| Ibumetin       |                                                      |                                                                                             | Austria, Danemarca, Finlanda, Letonia, Suedia, Norvegia |
| Ibumidol       |                                                      |                                                                                             | Uruguay |
| Ibupain        |                                                      |                                                                                             | Africa de Sud |
| Ibupirac       |                                                      |                                                                                             | Argentina, Uruguay |
| Ibuprofen      | Comprimat, capsulă, lichid oral, gel topic           | comprimat: 200 mg, 400 mg, 600 mg, 800 mg capsulă: ? lichid oral: 100 mg/5 mL gel topic: 5% | Regatul Unit, Canada, Norvegia, România, SUA, Belgia; Țările de Jos, Republica Cehă, Slovacia, Spania, Suedia, Polonia |
| Ibuprofene     |                                                      |                                                                                             | Italia |
| Ibuprohm       |                                                      |                                                                                             | SUA |
| Ibuprom        |                                                      |                                                                                             | Polonia, Italia, Spania, Portugalia, Bulgaria, Rusia |
| Ibuprox        |                                                      |                                                                                             | Norvegia |
| Ibuprosyn      |                                                      |                                                                                             | Finlanda |
| IBU-Ratiopharm |                                                      |                                                                                             | Germania |
| Ibustar        |                                                      |                                                                                             | Letonia |
| Ibutabs        |                                                      |                                                                                             | Finlanda, Slovacia |
| Ibu-Tab        |                                                      |                                                                                             | SUA |
| Ibu-Vivimed    |                                                      |                                                                                             | Germania |
| Ibux           |                                                      |                                                                                             | Norvegia |
| Ibuxin         |                                                      |                                                                                             | Finlanda |
| Ipren          |                                                      |                                                                                             | Danemarca, Suedia |
| Irfen          |                                                      |                                                                                             | Elveția |
| Kratalgin      |                                                      |                                                                                             | Austria |
| Lotem          |                                                      |                                                                                             | Africa de Sud |
| Medicol        |                                                      |                                                                                             | Filipine |
| Midol          | Geluri lichide                                       | 200 mg                                                                                      | SUA |
| Moment         |                                                      |                                                                                             | Italia |
| Motrin         | comprimate, comprimate masticabile, suspensie orală  | 50 mg, 100 mg, 200 mg                                                                       | Canada, Macedonia de Nord, SUA |
| Mypaid         |                                                      |                                                                                             | Africa de Sud |
| Myprodol       |                                                      |                                                                                             | Africa de Sud |
| Narfen         |                                                      |                                                                                             | Coreea de Sud |
| Naron Ace      |                                                      |                                                                                             | Japonia |
| Neobrufen      |                                                      |                                                                                             | Spania |
| Neofen         |                                                      |                                                                                             | Croația |
| Neupren        | Comprimat                                            | 200 mg, 400 mg, 600 mg                                                                      | Algeria |
| Norvectan      |                                                      |                                                                                             | Spania |
| Nuprin         |                                                      |                                                                                             | Canada, SUA |
| Nureflex       |                                                      |                                                                                             | Austria |
| Nurofen        | Comprimat, capletă, lichid oral, gel topic           | comprimat: 200 mg lichid oral: 100 mg/5 mL                                                  | Australia, Austria, Belgia, Bulgaria, Croația, Cipru, Republica Cehă, Franța, Germania, Grecia, Ungaria, Irlanda, Israel, Italia, Macedonia de Nord, Țările de Jos, Noua Zeelandă, Polonia, Portugalia, România, Rusia, Serbia, Slovacia, Africa de Sud, Spania, Elveția, Turcia, Regatul Unit |
| Orbifen        | Lichid oral                                          | 100 mg/5 mL                                                                                 | Regatul Unit |
| Paduden        |                                                      |                                                                                             | România |
| Panafen        |                                                      |                                                                                             | Australia |
| Paraped Plus   |                                                      |                                                                                             | India |
| Perifar        |                                                      |                                                                                             | Uruguay |
| Profin         |                                                      |                                                                                             | Irak |
| Proprinal      |                                                      |                                                                                             | SUA |
| Proris         |                                                      |                                                                                             | Indonezia |
| Q-Profen       |                                                      |                                                                                             | SUA |
| Ranfen         |                                                      |                                                                                             | Africa de Sud |
| Rapidol        |                                                      |                                                                                             | Croația |
| Ratiodolor     |                                                      |                                                                                             | Austria |
| Rimafen        | Comprimat                                            | 200 mg, 400 mg, 600 mg                                                                      | Regatul Unit |
| Salvarina      |                                                      |                                                                                             | Spania |
| Sarixell       |                                                      |                                                                                             | Olanda |
| Solpaflex      |                                                      |                                                                                             | Slovenia |
| Spedifen       |                                                      |                                                                                             | Franța |
| Speedpain NANO |                                                      |                                                                                             | Coreea de Sud |
| Spidifen       |                                                      |                                                                                             | Belgia, Portugalia |
| Tefin          |                                                      |                                                                                             | Irlanda |
| Unafen         |                                                      |                                                                                             | India |
| Upfen          |                                                      |                                                                                             | Macedonia de Nord |
| Xydol          | Comprimat                                            | 200 mg, 400 mg, 600 mg                                                                      | Algeria |